# Hohler Stein (Oberseelbach)

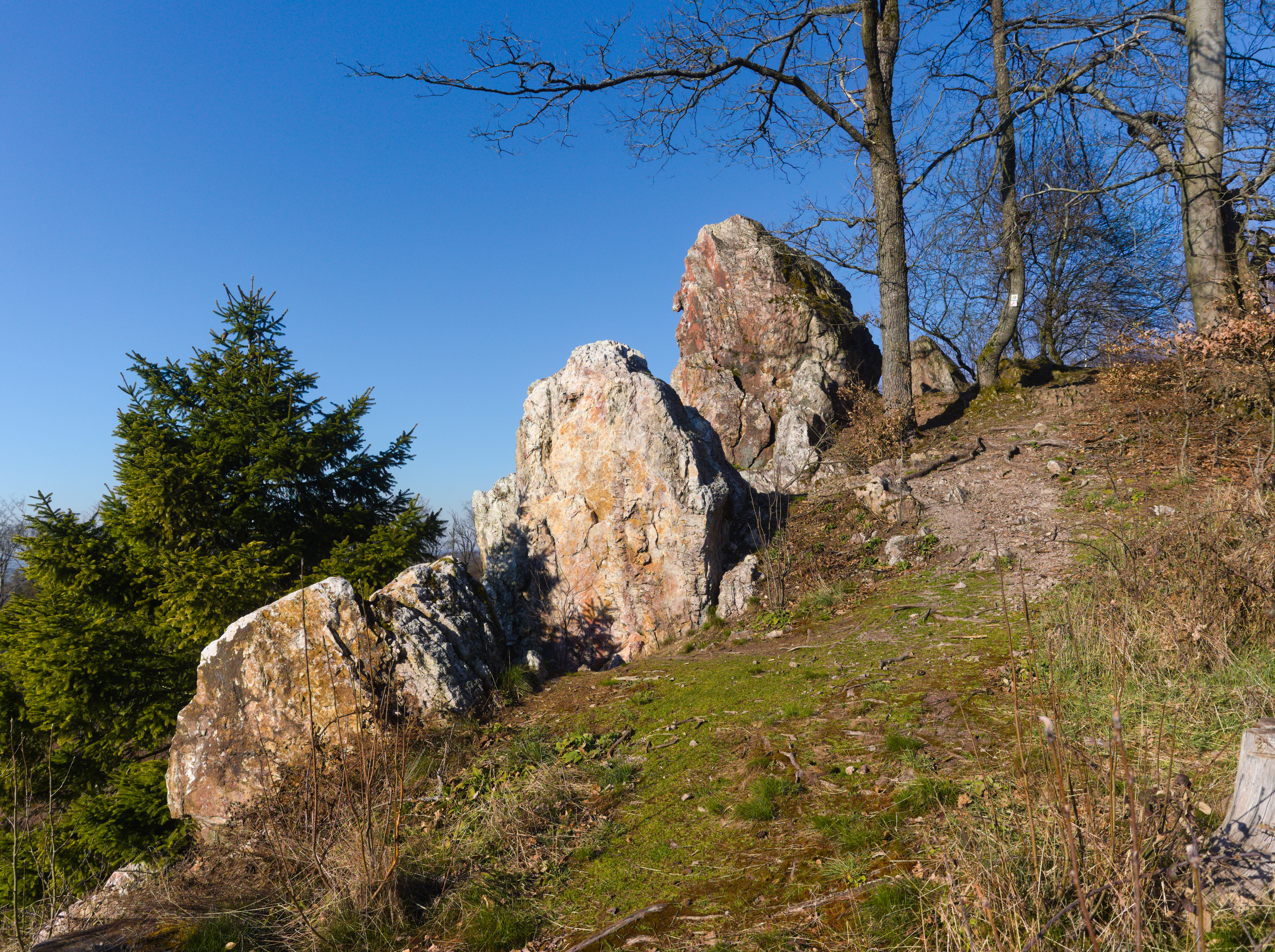
Blick vom südlichen Ende über die Felsgruppe, 2025 nach Holzeinschlag freistehend

Der Hohle Stein ist eine Quarzit-Felsformation im Taunus und als Naturdenkmal ausgewiesen. Er liegt in einer Höhe von 479 m ü. NHN bei Niedernhausen-Oberseelbach im Rheingau-Taunus-Kreis in Hessen und im Naturpark Rhein-Taunus.
Die Felsformation steht an der Westschulter des Nickel (517 m ü. NHN). Während einer intensiven Verwitterungsphase im Paläogen wurde dieser Quarzitbereich im Taunushauptkamm als Härtling herauspräpariert.
Der in Oberjosbach beginnende Geo-Erlebnispfad führt über den Hohlen Stein. Ebenso führt der alle Niedernhausener Ortsteile verbindende Bembel-Weg hier herüber, ein 19 Kilometer langer Rundweg, der auch an der Hohen Kanzel vorbeiführt.

## Beleg
- Naturdenkmal Hohler Stein bei «taunuswelten.de».